# Präqualifizierung
Unter Präqualifizierung (von lateinisch prä, „vor“, und „Qualifizierung“) versteht man eine vorwettbewerbliche Eignungsprüfung, bei der potenzielle Lieferanten nach speziellen Vorgaben unabhängig von einer konkreten Ausschreibung ihre Fachkunde und Leistungsfähigkeit vorab nachweisen.
Dieses in anderen europäischen Ländern schon länger gebräuchliche Verfahren gewinnt zunehmend auch in Deutschland an Bedeutung. Dadurch entsteht eine standardisierte Unternehmensakte für die Präqualifikation, das „virtual company dossier“ zur Identifikation potenzieller Auftragnehmer.

## Präqualifizierung im Bereich der Gesetzlichen Krankenversicherungen
Seit dem 11. April 2017 sind alle Leistungserbringer durch das Gesetz zur Stärkung der Heil- und Hilfsmittelversorgung (HHVG) verpflichtet, eine Präqualifizierung nach § 126 SGB V vorzuhalten, wenn diese einen Vertrag nach § 127 SGB V mit einer Krankenkasse schließen wollen. Krankenkassen können jedoch im Einzelfall auch eine individuelle Eignungsprüfung vornehmen.
Eine Konkretisierung der Anforderungen an die Leistungserbringer erfolgt im Rahmen der Empfehlungen des GKV-Spitzenverbandes, aktuell im Rahmen der 15. Fortschreibung.
Unter anderem sind die berufsrechtlichen Voraussetzungen aus dem Gewerbe- und Handwerksrecht, persönliche Eignungen wie Leistungsfähigkeiten und die entsprechende ordnungsgemäße und fachgerechte Ausübung des Berufes Bestandteile der Prüfungskriterien. 
Lieferberechtigungen
Der wesentliche systematische Unterschied zwischen der Krankenkassenzulassung und der Präqualifizierung liegt darin, dass die Präqualifizierung anders als die Zulassung nicht unmittelbar zur Lieferberechtigung des Leistungserbringers führt. Der präqualifizierte Leistungserbringer muss vielmehr zusätzlich noch einen Vertrag mit den Krankenkassen schließen. Die Präqualifizierung dient daher  nur der Vorauswahl geeigneter Vertragspartner für die Krankenkassen. Allerdings ist ein präqualifizierter Leistungserbringer zwingend für alle Krankenkassen ein geeigneter Vertragspartner.
Geltungsdauer
Ein weiterer Unterschied besteht darin, dass die Präqualifizierung alle 20 Monate überprüft und alle fünf Jahre erneuert werden muss, auch wenn sich bei dem Leistungserbringer nichts geändert hat. 
Die ehemalige Zulassung galt unbefristet.
Verfahrensablauf
Das Verfahren, welches der Leistungserbringer durchlaufen muss, um präqualifiziert zu werden, hat der Spitzenverband Bund der Krankenkassen mit den „maßgeblichen Spitzenorganisationen auf Bundesebene“ – für die Leistungserbringer der Zentralverband der Leistungserbringer – mit „Vereinbarung gemäß § 126 Absatz 1a SGB V über das Verfahren zur Präqualifizierung von Leistungserbringern“ vom 29. März 2010 geregelt.
Dieses Verfahren beginnt mit einem Antrag des zu präqualifizierenden Leistungserbringers, wobei die Präqualifizierungsstelle mit der Prüfung regelmäßig erst dann beginnt, wenn das von ihr im Voraus festgelegte Entgelt eingezahlt ist.
Nach Zugang des Antrages prüft die Präqualifizierungsstelle innerhalb von 10 Tagen, ob der Antrag vollständig ist und alle Präqualifizierungskriterien ausreichend belegt sind. Falls eine Betriebsbegehung notwendig ist, so findet diese innerhalb von 4 Wochen nach Prüfung des Antrages auf Vollständigkeit statt. Sind die Unterlagen vollständig und widerspruchsfrei, so hat die Präqualifizierungsstelle dem Antragsteller binnen 8 Wochen eine Präqualifizierungsbestätigung zu erteilen.
Wenn Nachweise fehlen, fordert die Präqualifizierungsstelle die fehlenden Unterlagen unter angemessener Fristsetzung (2 Wochen) nach. Ist diese Nachfrist fruchtlos verstrichen, so ist der Antrag abzulehnen. Zusammen mit der Nachfristsetzung ist der Antragsteller darauf hinzuweisen, dass der Antrag abgelehnt wird, wenn die fehlenden Belege nicht nachgereicht werden.
Ergibt die Prüfung der vollständig vorliegenden Antragsunterlagen, dass eine Präqualifizierung nicht auszusprechen ist, so ist dem Antragsteller vor der ablehnenden Entscheidung die Möglichkeit der Stellungnahme zur beabsichtigten Entscheidung mitzuteilen. Dabei sind die Ablehnungsgründe anzugeben.
Gegen eine negative Entscheidung der Präqualifizierungsstelle kann der Antragsteller Beschwerde einlegen. Trotz der Möglichkeit Beschwerde einzulegen, bleibt der Rechtsweg zu den ordentlichen Gerichten offen. Wenn der Antragsteller Klage gegen die ablehnende Entscheidung der Präqualifizierungsstelle erhebt, ohne vorher das Beschwerdeverfahren durchgeführt zu haben, so hat dies für die Klage keine Konsequenzen. Sie ist insbesondere nicht mangels fehlenden Rechtsschutzbedürfnisses unzulässig. Denn eine derartige Rechtsfolge müsste in der Zivilprozessordnung  geregelt sein, eine Vereinbarung zwischen dem GKV-Spitzenverband und den maßgeblichen Spitzenorganisationen auf Bundesebene reicht jedenfalls nicht aus.
Jede Präqualifizierungsstelle muss eine Beschwerdestelle einrichten. Obwohl als Anhang V zur „Vereinbarung gemäß § 126 Absatz 1a SGB V über das Verfahren zur Präqualifizierung von Leistungserbringern“ vom 29. März 2010 eine Beschwerdeordnung abgedruckt ist, ist das Beschwerdeverfahren in vielen Punkten unklar. Die Beschwerdeordnung kann man getrost als missglückt bezeichnen. So ist noch nicht einmal klar geregelt, wo die Beschwerde einzulegen ist, bei der Präqualifizierungsstelle oder bei der Beschwerdestelle. Um Rechtsnachteile zu vermeiden, sollte der Beschwerdeführer (also der Antragsteller) seine Beschwerde unmittelbar bei der Beschwerdestelle einlegen.
Präqualifizierungskriterien
Um präqualifiziert zu werden, müssen die von den gesetzlichen Krankenkassen vorgegebenen Voraussetzungen (Präqualifizierungskriterien) erfüllt werden. Die Voraussetzungen unterteilen sich in allgemeine, berufliche und räumliche/sachliche Voraussetzungen.
Zu den allgemeinen Voraussetzungen zählen:
- Nachweis einer Betriebshaftpflichtversicherung
- Nachweis der Insolvenzfreiheit
- Nachweis der Zahlung von Steuern und Sozialabgaben
- Bestätigung der Erfüllung der gewerberechtlichen Voraussetzungen
- Datenschutzerklärung
- Die Voraussetzungen nach § 128 SGB V werden eingehalten
- Angabe des Institutionskennzeichens (IK)

Die berufliche Voraussetzung für die Präqualifizierung ist die bestandene Leistungserbringermeisterprüfung bzw. eines gleichgestellten Abschlusses (=staatlich geprüfter Leistungserbringer, Orthopädietechnikermeister, Diplomingenieur Augenoptik (FH), Hörgeräteakustikermeister, Bachelor of Science).
Die räumlichen/sachlichen Voraussetzungen richten sich nach dem vom Antragsteller ausgewählten Versorgungsbereich.
Auswahl Versorgungsbereich Orthopädietechnik:
- Orthopädische Zurichtungen am konfektionierten Schuh (31E)
- Toilettenhilfen (33A)
- Brustprothesen (37A10)

Auswahl Versorgungsbereich Augenoptik:
- Gläser und Prismen, Sonstige Sehhilfen (25A)
- Schieltherapeutika (25B)
- Okklusionspflaster, Uhrenglasverbände (25C)

Auswahl Versorgungsbereich Hörhilfen:
- Hörhilfen (13A)

Räumliche und sachliche Voraussetzungen am Beispiel der Orthopädietechnik:
| Filialbetrieb (sachliche Ausstattungsvoraussetzungen) | Filialbetrieb (räumliche Voraussetzungen) |
| --- | --- |
| - Schleifmaschine - Bohrmaschine - Werkbank mit Werkzeugausstattung - Heißluftgeräte zur thermoplastischen Verarbeitung von Kunststoffen sowie Arbeitsplatz zur Kunststoffverarbeitung - Klebstoff-Arbeitsplatz                                                                                        | - Verkaufs-/Empfangsbereich - Akustisch und optisch abgegrenzter Bereich/Raum zur Beratung und Anpassung mit Sitzgelegenheit - Ganganalysebereich, optisch und akustisch abgegrenzt - Behindertengerechter Zugang - Behindertengerechte Toilette - Werkstattraum/-platz für Anpassung und Zurüstungen |
| Zentralwerkstatt (sachliche Ausstattungsvoraussetzungen) | Zentralwerkstatt (räumliche Voraussetzungen) |
| - Schleifmaschine - Bohrmaschine - Werkbank mit Werkzeugausstattung - Zuschneide- und Arbeitstisch - Wärmeofen oder Wärmeplatte, Heißluftgeräte zur thermoplastischen Verarbeitung von Kunststoffen sowie Arbeitsplatz zur Kunststoffverarbeitung - Gießharz- oder Laminat- oder KlebstoffArbeitsplatz | - Werkstattraum/-platz für Herstellung, Anpassung und Zurüstungen |

Der Nachweis über das Vorliegen der Präqualifizierungskriterien erfolgt durch die Vorlage der einschlägigen Dokumente (z. B. Kopie des Meisterbriefes oder des Versicherungsscheins), durch Eigenerklärungen (z. B. über die Insolvenzfreiheit) oder durch ein Protokoll über eine erfolgte Betriebsbegehung, der Vorlage von Raumskizzen, Mietvertrag oder einer Fotodokumentation (als Nachweis der räumlichen Voraussetzungen).

## Präqualifizierung bei Vergabe von öffentlichen Aufträgen
Seit 2009 bieten die Auftragsberatungsstellen unter Führung des DIHK eine Präqualifizierung im Anwendungsbereich der Vergabe- und Vertragsordnung für Leistungen (VOL) an. Hier sind bundesweit Unternehmen erfasst, die die Eignungsvoraussetzungen des § 6 VOL/A bzw. § 6 EG VOL/A erfüllen. Unternehmen ersparen sich mit der Präqualifikation die Vorlage der Einzelnachweise, da öffentliche Auftraggeber die Präqualifikation anstelle der Einzelnachweise anerkennen können. Die allgemein zugängliche, bundesweite Liste führt alle präqualifizierten Unternehmen aus dem Liefer- und Dienstleistungsbereich auf. Alle Präqualifizierungsstellen arbeiten auf der Grundlage einheitlicher Richtlinien.
Die Präqualifizierung im Bereich der VOL ist freiwillig. Sie wird jedoch in einigen Bundesländern landesweit und auch über die Grenzen der einzelnen Bundesländer hinweg von den öffentlichen Auftraggebern anerkannt.
Rechtliche Regelungen hierzu finden sich im § 97 Abs. 4a GWB und §§ 6 A VOL/A bzw. 6 EG VOL/A.

## Präqualifizierung für die Erbringung von Regelleistung im Stromnetz
Im Kontext von Regelleistung (Stromnetz) bezeichnet Präqualifizierung den Nachweis der Eignung, um an den Ausschreibungsverfahren für die Vergabe von Regelleistung teilzunehmen. Bei diesem Verfahren werden die Eignung eines Anbieters geprüft. Die Regeln für die Präqualifizierung stammen aus Anhang D des Transmissioncode.

### Primärregelleistung
Grundlage bildet Anhang D1 des Transmissioncodes.

### Sekundärregelleistung
Grundlage bildet Anhang D2 des Transmissioncodes.

### Minutenreserve
Grundlage bildet Anhang D3 des Transmissioncodes.

## Belege
1. ↑  GKV-Spitzenverband: Eignungskriterien. Abgerufen am 14. August 2023.
2. ↑  Präqualifizierung VOL (Memento des Originals vom 19. Juli 2009 im Internet Archive)  Info: Der Archivlink wurde automatisch eingesetzt und noch nicht geprüft. Bitte prüfe Original- und Archivlink gemäß Anleitung und entferne dann diesen Hinweis.
3. ↑  Transmissioncode 2003 Anhang D1 (Memento des Originals vom 1. April 2016 im Internet Archive)  Info: Der Archivlink wurde automatisch eingesetzt und noch nicht geprüft. Bitte prüfe Original- und Archivlink gemäß Anleitung und entferne dann diesen Hinweis.
4. ↑  Transmissioncode 2007 Anhang D2 Teil 1 (Memento des Originals vom 1. April 2016 im Internet Archive)  Info: Der Archivlink wurde automatisch eingesetzt und noch nicht geprüft. Bitte prüfe Original- und Archivlink gemäß Anleitung und entferne dann diesen Hinweis.
5. ↑  Transmissioncode 2007 Anhang D3 (Memento des Originals vom 1. April 2016 im Internet Archive)  Info: Der Archivlink wurde automatisch eingesetzt und noch nicht geprüft. Bitte prüfe Original- und Archivlink gemäß Anleitung und entferne dann diesen Hinweis.